# Kirinia roxelana
Kirinia roxelana là một loài bướm ngày thuộc họ Nymphalidae. Nó được tìm thấy ở đông nam châu Âu và Cận Đông.
Chiều dài cánh trước là 29–31 mm. TLoaif bướm này xuất hiện và bay lượn trong khoảng thời gian từ tháng 4 đến tháng 9 hàng năm.
Ấu trùng ăn nhiều loại cỏ.